# Gleb Semjonowitsch Schischmarjow

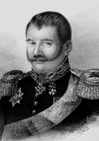
Gleb Semjonowitsch Schischmarjow

Gleb Semjonowitsch Schischmarjow (russisch Глеб Семёнович Шишмарёв; englisch Shishmaref oder Shishmarev; * 1781; † 10. Oktoberjul. / 22. Oktober 1835greg. in St. Petersburg) war ein russischer Marineoffizier und Polarforscher.

## Leben
Schischmarjow stammte aus einer Adelsfamilie des Ujesd Rschew. Sein Onkel war der Hafenkapitän von Åbo Generalmajor Dmitri Semjonowitsch Schischmarjow. Schischmarjow absolvierte in St. Petersburg das Marine-Kadettenkorps, das  er 1801 als Gardemarin verließ. Darauf diente er auf verschiedenen Schiffen der Baltischen Flotte. Nach drei Jahren wurde er zum Mitschman befördert.
Als Kommandant des  Transportschiffs Domkrat erlitt Schischmarjow infolge schlechten Wetters und eines Koppelnavigationsfehlers im Finnischen Meerbusen an der Insel Biork Schiffbruch. In dem anschließenden Gerichtsverfahren wurde er freigesprochen. Ein Jahr später wurde er zum Leutnant befördert.
Als ältester Offizier und Stellvertreter auf der Brigg Rurik unter dem Kommando Otto von Kotzebues nahm Schischmarjow an der Weltumsegelung 1815–1818 teil. Die Aufgabe dieser Rurik-Expedition war das Auffinden einer Passage von der Beringstraße entlang der amerikanischen Küste zum Atlantik. Kotzebue benannte eine Bucht der Tschuktschensee an der Küste Alaskas in Russisch-Amerika nach Schischmarjow (Shishmaref Inlet in der Nome Census Area) sowie auch einen Ort, der das Dorf Shishmaref wurde. Dann war Schischmarjow an den geodätischen Untersuchungen in Ozeanien beteiligt.
Nach der Rückkehr nach Kronstadt nahm Schischmarjow nun als  Kapitänleutnant an der neuen Weltumsegelungsexpedition unter dem Kommando Kapitänleutnants Michail Wassiljew 1819–1822 teil, deren Aufgabe wieder das Auffinden einer Passage von der Beringstraße zum Atlantik war. Schischmarjow war dabei Kommandant der Sloop Blagonamerenny, während Wassiljew die Sloop Otkrytije kommandierte. Schischmarjow fuhr zweimal durch die Beringstraße in die Tschuktschensee und erreichte 70° 13' Nord. Insbesondere die Sankt-Lorenz-Insel wurde dokumentiert. Wichtig waren Schischmarjows meteorologische Beobachtungen. Bei der Rückfahrt nach Kronstadt wurde Hawaii passiert und das Kap Hoorn umschifft. Nach der Ankunft im August 1822 wurde Schischmarjow zum Kapitän 2. Ranges befördert und mit doppeltem Gehalt belohnt.
Ab 1824 kommandierte Schischmarjow in St. Petersburg zunächst die 27. und dann die 11. Flottenmannschaft. 1827 wurde er Kapitän 1. Ranges und Kommandant des Linienschiffs Kaiserin Alexandra. 1829 wurde er Konteradmiral. 1830 befehligte er eine Flotteneinheit im Finnischen Meerbusen und wurde Kommandant der Gardeflottenmannschaft. Seine letzten Einsätze erfolgten 1832 und 1833 im Finnischen Meerbusen.
Schischmarjow starb am 22. Oktober 1835 in St. Petersburg und wurde auf dem Smolensker Friedhof begraben. Das Grab ist nicht erhalten.

## Ehrungen
- Orden des Heiligen Georg IV. Klasse (1823)[3]
- Sankt-Stanislaus-Orden I. Klasse (1831)[3]
- Russischer Orden der Heiligen Anna I. Klasse (1834)[3]